# Tim Hunt
Richard Timothy Hunt (* 19. února 1943, Neston) je anglický biochemik a molekulární biolog, nositel Nobelovy ceny za objevy v oblasti buněčného cyklu.

## Život
Titul Ph.D. získal na univerzitě v Cambridge (1968), vědecky začal pracovat na Albert Einstein College of Medicine v New Yorku. Později vyučoval v Cambridge (1981–90) a v roce 1991 se stal vedoucím výzkumu v Imperial Cancer Research Fund (nyní Cancer Research UK). Roku 2001 získal Nobelovu cenu za fyziologii nebo medicínu (spolu s Lelandem H. Hartwellem a Paulem Nursem) za objev cyklinů – proteinů řídících buněčný cyklus.
Roku 2015 musel opustit univerzitní pozice poté, co byl obviněn ze sexismu.

## Dílo
Zabýval se mimo jiné syntézou hemoglobinu v červených krvinkách a zjistil, že některé proteiny ji startují a jiné blokují. Zkoumal biochemické pochody ve vajíčkách ježovek. V roce 1983 našel bílkovinu, která se objevuje před každým buněčným dělením. Nazval ji cyklin. Hunt předpokládal, že jde o klíčový faktor v buněčném dělení a buněčném cyklu, a skutečně se ukázalo, že tuto úlohu hraje ve všech živých organismech (kromě bakterií). Vysvětlení mechanismů, které řídí buněčný cyklus eukaryotických buněk, ukázalo cestu k dalšímu zkoumání vzniku rakovinného bujení. Teorie cyklinu se však neslučovala s objevy Lelanda Hartwella. Oba modely si dlouho konkurovaly, až do objevů Paula Nurse, které umožnily Hartwellův i Huntův model sloučit. Všichni tři pak dostali Nobelovu cenu.

## Ocenění
Roku 1978 byl zvolen členem Evropské společnosti pro molekulární biologii (EMBO), roku 1991 členem Královské společnosti, roku 1998 členem britské Akademie lékařských věd, roku 1999 zahraničním členem Americké akademie věd a roku 2001 získal Nobelovu cenu za fyziologii nebo lékařství.